# Sejerslev Sogn
Sejerslev Sogn er et sogn i Morsø Provsti (Aalborg Stift).
I 1800-tallet var Ejerslev Sogn og Jørsby Sogn annekser til Sejerslev Sogn. Alle 3 sogne hørte til Morsø Nørre Herred i Thisted Amt. Sejerslev-Ejerslev-Jørsby sognekommune blev ved kommunalreformen i 1970 indlemmet i Morsø Kommune.
I Sejerslev Sogn ligger Sejerslev Kirke.
I Sejerslev Sogn findes følgende autoriserede stednavne:
- Bavnehøj (areal)
- Feggeklit (areal, ejerlav)
- Feggeklit Hals (areal)
- Feggerøn (areal)
- Feggesund Syd (bebyggelse)
- Hamborg (bebyggelse)
- Hanstholm (bebyggelse)
- Hesselbjerg (bebyggelse, ejerlav)
- Hundsø (areal)
- Kalhave (bebyggelse)
- Lisbjerg Høj (areal)
- Nørre Dråby (bebyggelse, ejerlav)
- Sejerslev (bebyggelse, ejerlav)
- Skarrehage (areal)
- Skarrehøj (areal)
- Skranderup (bebyggelse)
- Skærbæk (bebyggelse)
- Sæbesholm Sand (vandareal)
- Søgårde (bebyggelse)
- Søplantage (bebyggelse)